# Jembropsis rokurinzana
Jembropsis rokurinzana är en insektsart som beskrevs av Matsumura 1940. Jembropsis rokurinzana ingår i släktet Jembropsis och familjen spottstritar. Inga underarter finns listade i Catalogue of Life.